# McEwan Hall
O McEwan Hall é o salão de graduação da Universidade de Edimburgo, em Edimburgo, capital da Escócia. Foi apresentado à Universidade em 1897 por William McEwan, fabricador de cervejas e político, a um custo de £115.000.  Sir Robert Rowand Anderson foi o arquiteto. O McEwan Hall é um edifício listado pelo governo escocês e classificado como categoria A. 
O projeto foi iniciado em 1876 e foi majoritariamente realizado por George Mackie Watson enquanto trabalhava nos escritórios de Robert Rowand Anderson (com o plano diretor sendo do próprio Rowand Anderson).  Foi construído com pedra de Prudham Quarry, Hexham em Northumberland. 
O exterior do salão em forma de D foi finalizado em 1894. O interior, concluído em 1897, foi construído em estilo renascentista italiano e apresenta decorações nas paredes feitas à mão por William Mainwaring Palin.  A peça central de arte é uma grande obra pintada conhecida como "O Templo da Fama", representando um grande número de filósofos e estudantes. O órgão do McEwan Hall foi construído em 1897 por Robert Hope-Jones e foi reconstruído e modificado em várias ocasiões posteriormente. 
Outra característica marcante do McEwan Hall é seu grande domo. No interior do domo está uma inscrição bíblica: O conselho da sabedoria é: procure obter sabedoria; use tudo que você possui para adquirir entendimento. (Provérbios 4:7).
Em 2015, o Hall e a Bristo Square foram fechados para reforma e reabertos a tempo para as graduações de julho de 2017, a um custo projetado de £35 milhões. Novos sistemas de aquecimento, ventilação e iluminação foram integrados ao interior original e novas salas de seminários criadas na cave e por baixo da Bristo Square. Um dos principais objetivos do projeto era fornecer acesso fácil a todas as áreas, incluindo a galeria do segundo andar. O McEwan Hall é usado para formaturas, palestras, discursos públicos, alguns eventos do Festival Fringe de Edimburgo e recitais de órgão. 

## Galeria

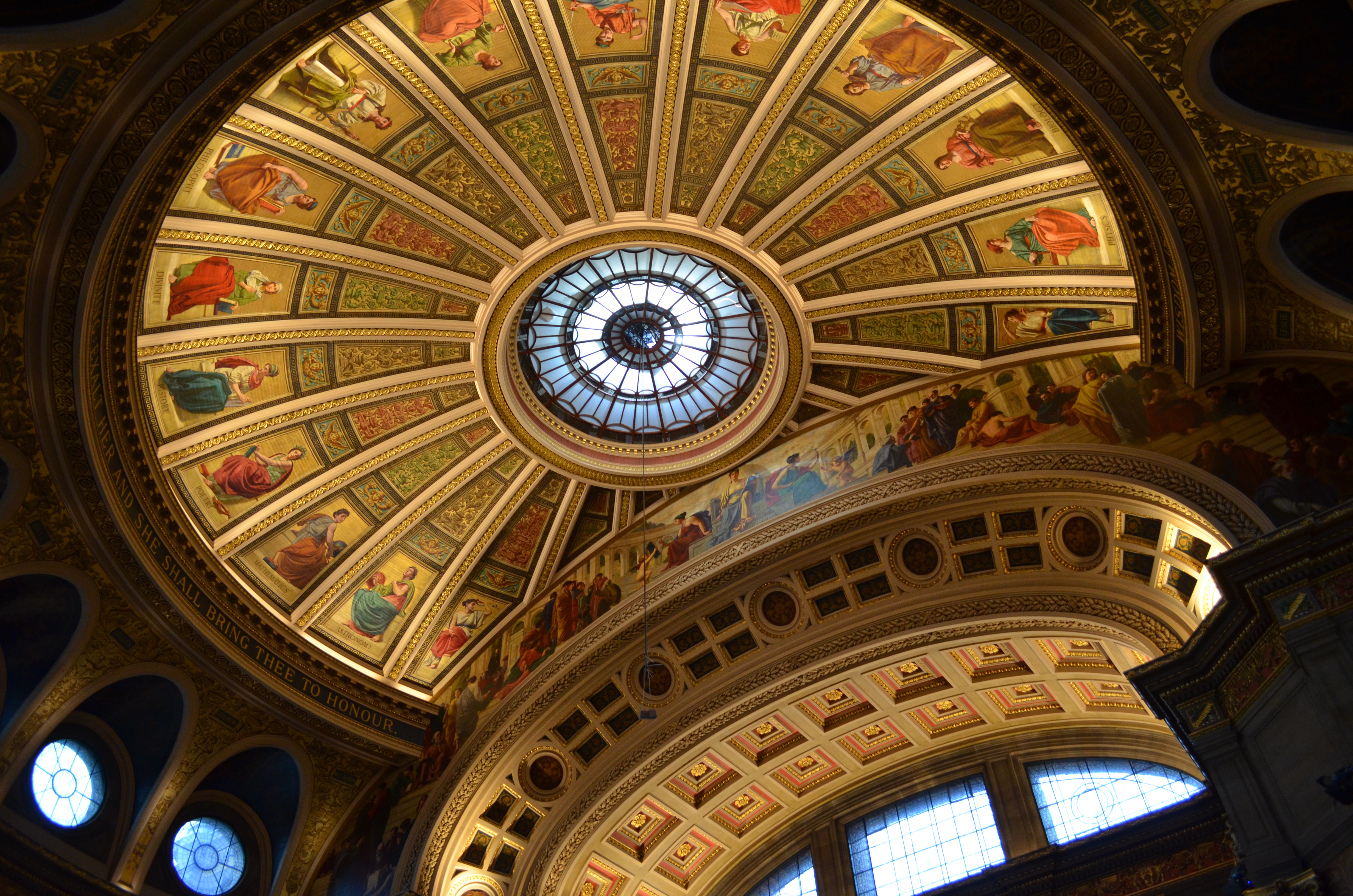
Domo interior restaurado (2017)
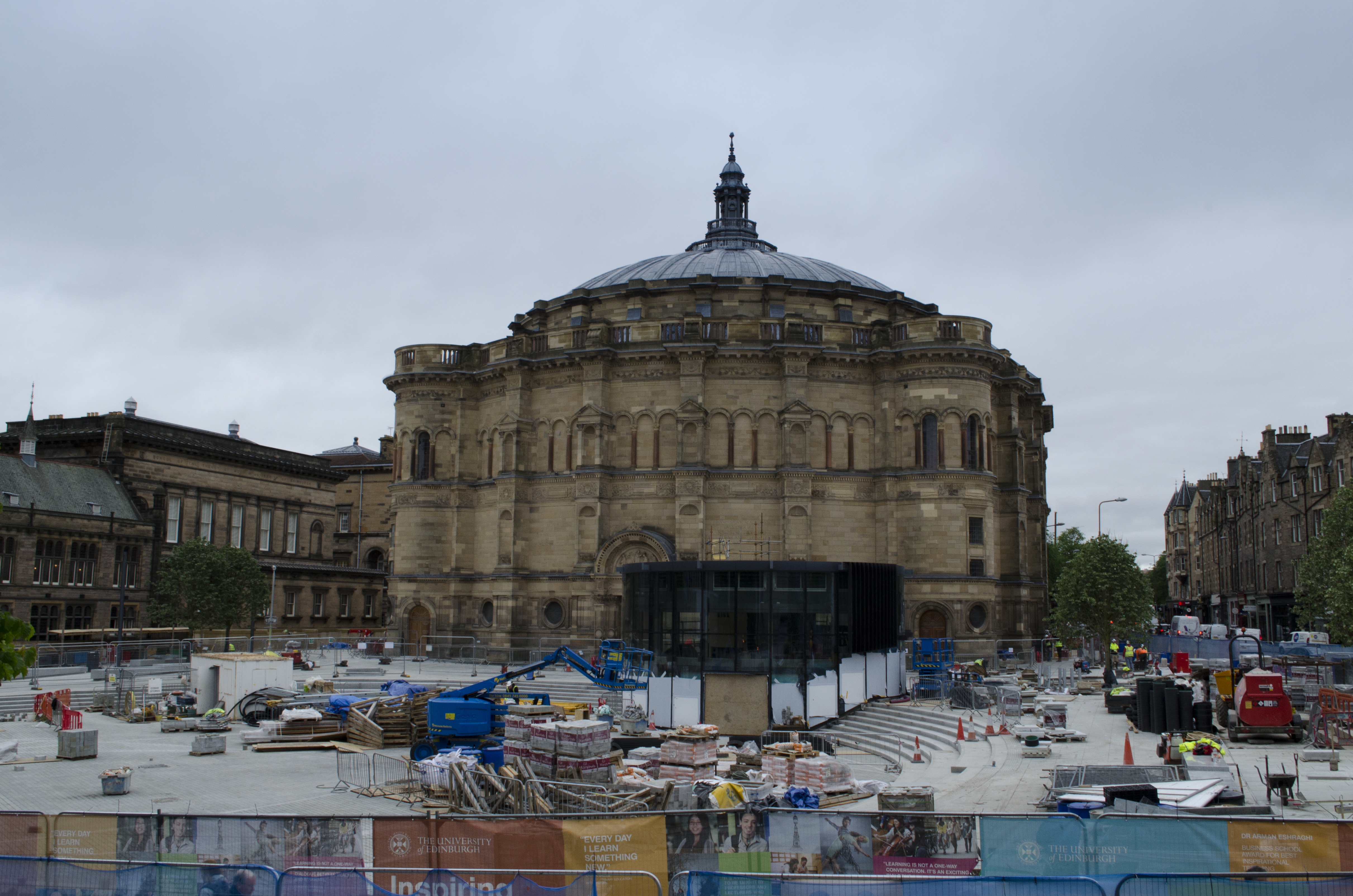
Durante os estágios finais da reforma da Bistro Square (2017)
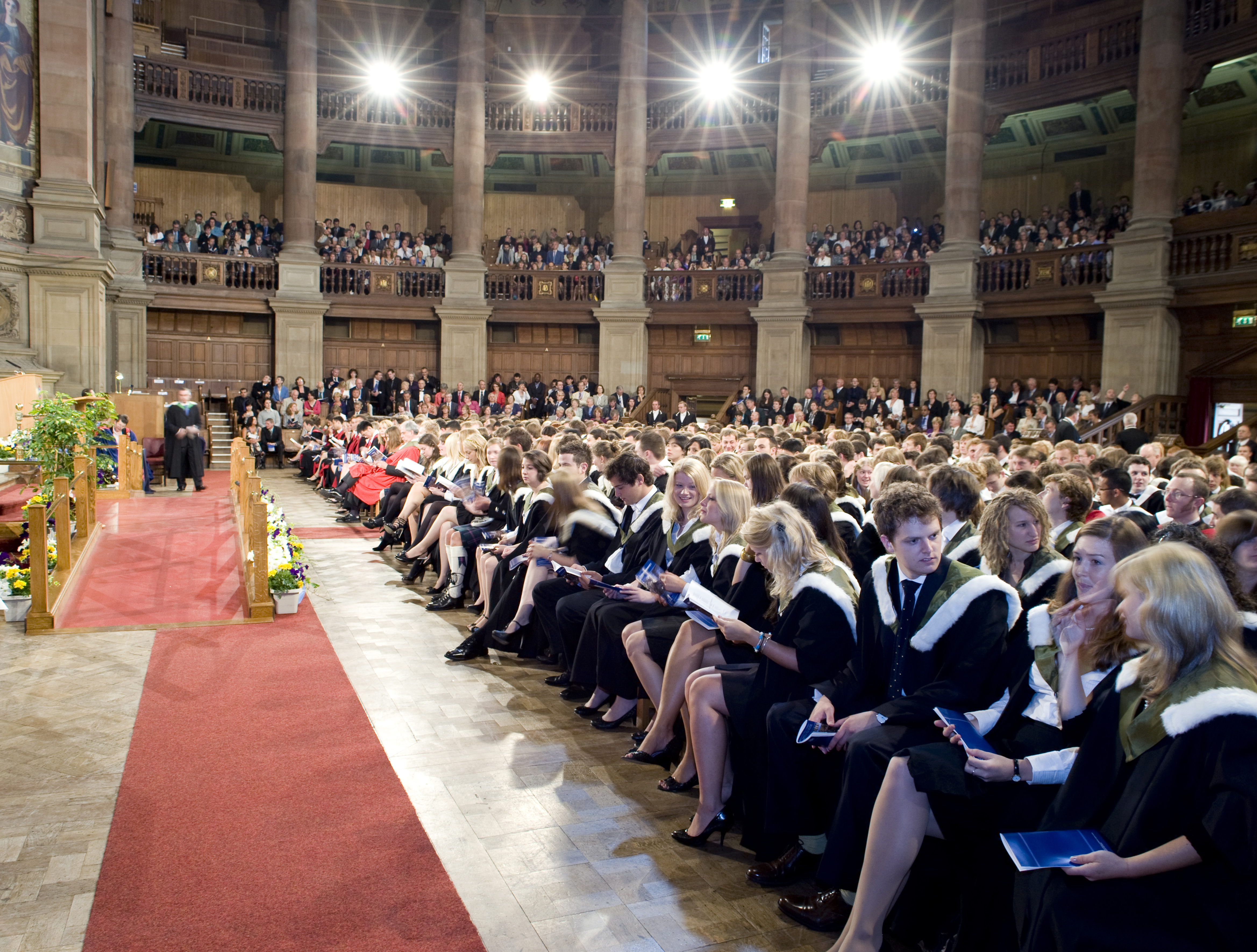
Interior durante uma cerimônia de formatura (2008)
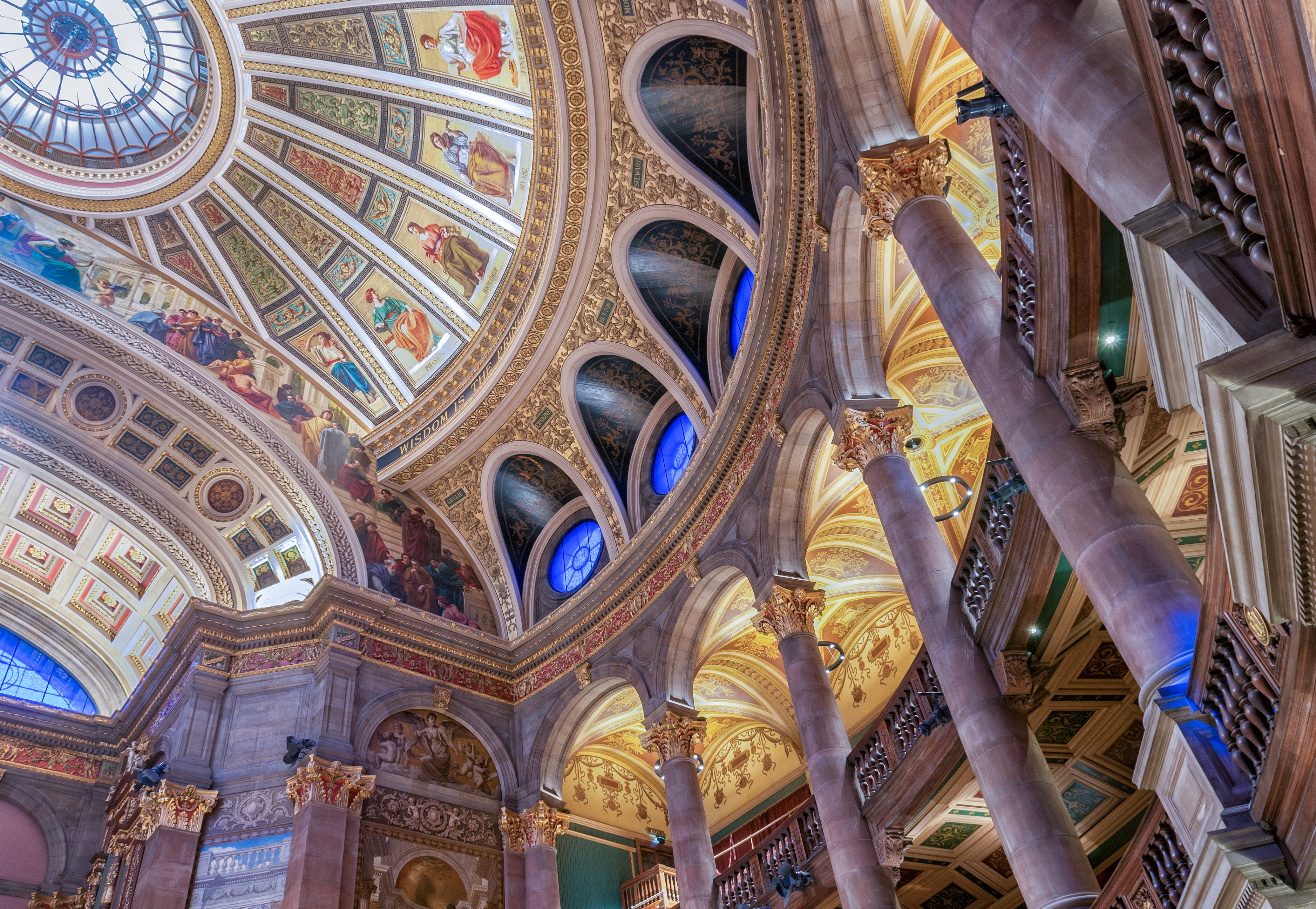
Detalhes do interior em 2017 após a restauração.
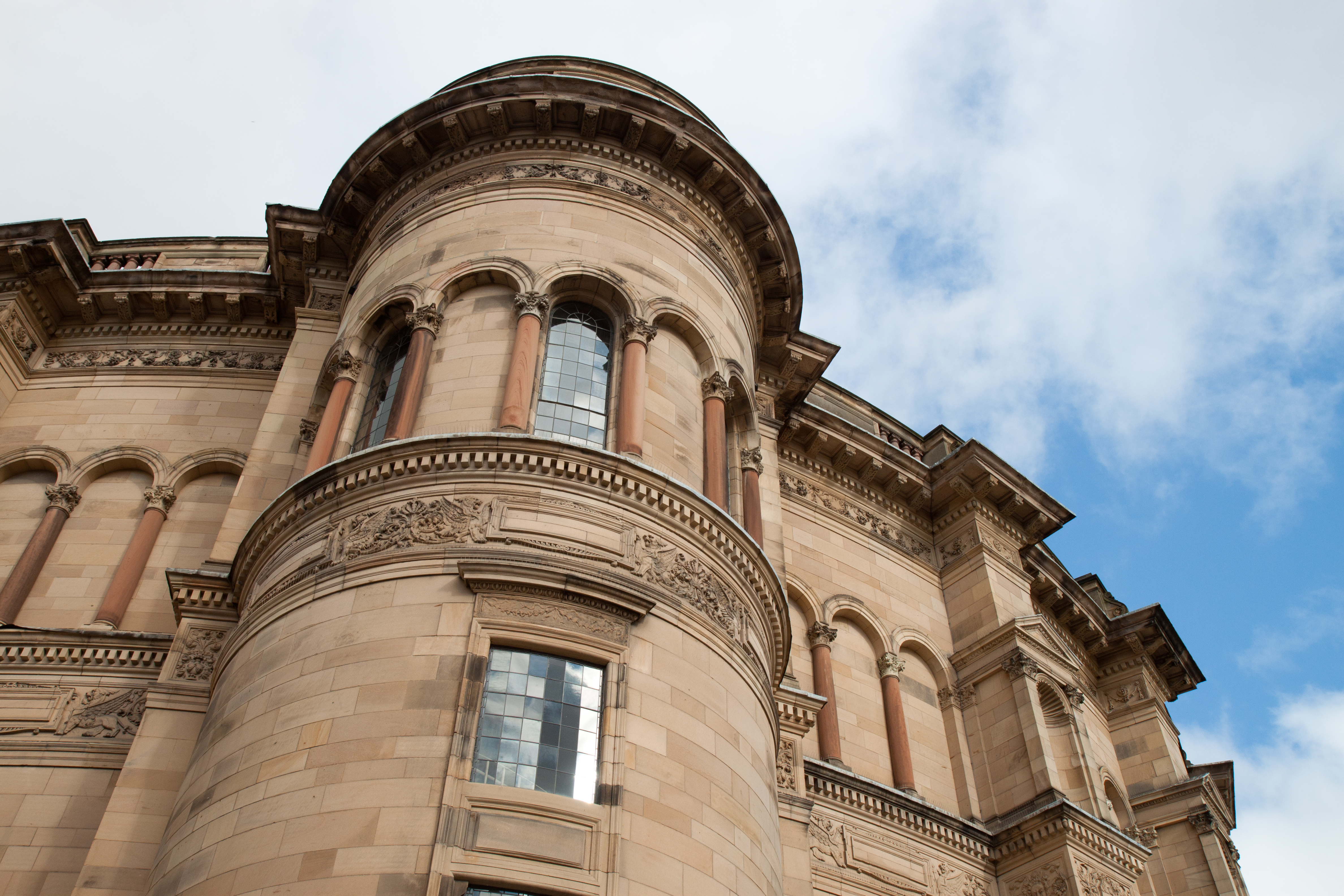
Detalhes do exterior (2011)
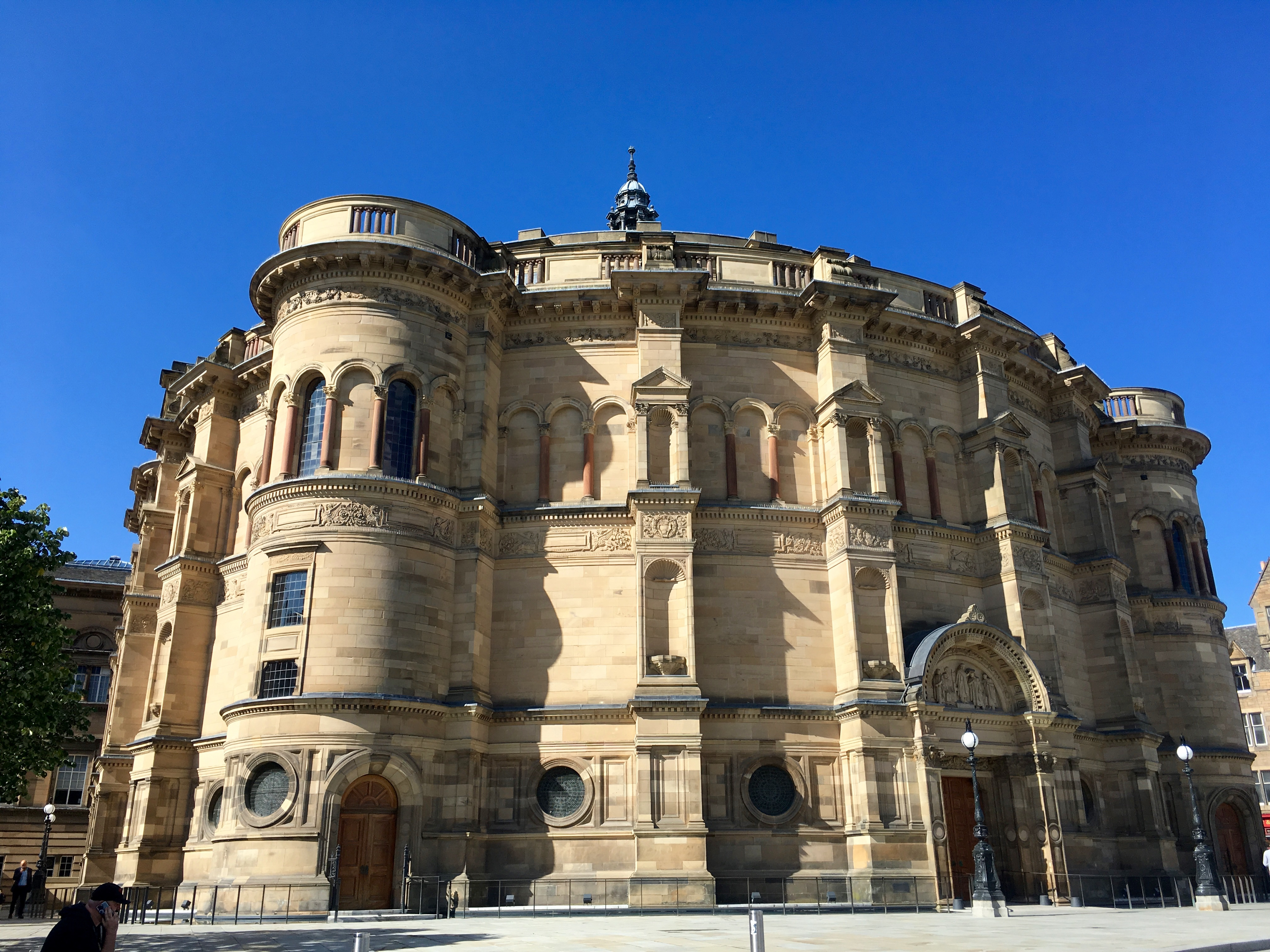
Exterior em 2018